# 한여름의 Sounds good! (EP)
《한여름의 Sounds good!》(중국어 간체자: 盛夏好声音, 병음: Shèngxià Hǎo Shēngyīn 성샤하오성인[*], 한자음: 성하호성음)은 중국의 걸 그룹  SNH48의 여덟 번째 미니 음반이다. 2015년 5월 8일에는 양장판, 5월 15일에는 표준판이 각각 발매됐다. 노래의 센터 포지션은 장위거이다. 타이틀 곡의 뮤직비디오는 사이판에서 촬영됐다.
양장판의 특전은 생사진 1장(24장 중에서 랜덤), 악수회 참가권 2장, 메이킹 DVD, 사진집 1권과 SNH48 2nd 선발 총선거 투표용 시리얼 넘버 카드 3장이다.
표준판의 특전으로는 생사진 1장(108장 중에서 랜덤), 악수회 참가권 1장과 SNH48 2nd 선발 총선거 투표용 시리얼 넘버 카드 1장이 있다.

## 수록곡
전체 작사: 간스자(중국어 개사 #1), 상해성사파(중국어 개사 #2 ~ #4), 아키모토 야스시
| #            | 제목                                     | 작곡              | 편곡         | 음악가 | 재생 시간 |
| ------------ | ---------------------------------------- | ----------------- | ------------ | ------ | --------- |
| 1.           | 〈한여름의 Sounds good!〉 (盛夏好声音)   | 이노우에 요시마사 |              | 4:34   |           |
| 2.           | 〈자기주장〉 (自我主张)                  | PJ                | 팀SII        | 3:19   |           |
| 3.           | 〈키스 진행식〉 (亲吻进行式)             | 스기야마 카츠히코 | 팀NII        | 5:20   |           |
| 4.           | 〈시력 가속도〉 (眼神加速度)             | 슌류              |              | 4:07   |           |
| 5.           | 〈청순 필로소피〉 (清纯哲学)             | 타다 신야         | 팀X          | 3:46   |           |
| 6.           | 〈한여름의 Sounds good!〉 (Instrumental) | 이노우에 요시마사 |              | 4:34   |           |
| 7.           | 〈자기주장〉 (Instrumental)              | PJ                |              | 3:19   |           |
| 8.           | 〈키스 진행식〉 (Instrumental)           | 스기야마 카츠히코 |              | 5:20   |           |
| 9.           | 〈시력 가속도〉 (Instrumental)           | 슌류              |              | 4:07   |           |
| 10.          | 〈청순 필로소피〉 (Instrumental)         | 타다 신야         |              | 3:46   |           |
| 총 재생 시간 | 총 재생 시간                             | 총 재생 시간      | 총 재생 시간 | 42:12  |           |

## 선발 멤버

### 한여름의 Sounds good!
(센터: 장위거)
- 팀SII: 다이멍, 쿵샤오인, 첸베이팅, 쉬천천, 쉬자치, 장위거
- 팀NII: 궁스치, 황팅팅, 쥐징이, 루팅, 리이퉁, 완리나, 이자아이, 쩡옌펀, 자오웨
- 팀HII: 천이신, 리더우더우, 류중란, 왕루, 왕후이팅, 쉬양위줘, 장신
- 팀SII / 팀X: 우저한

### 자기주장
(센터: 다이멍)
- 팀SII: 천관후이, 천쓰, 다이멍, 장윈, 쿵샤오인, 리위치, 모한, 첸베이팅, 추신이, 쑨루이, 쉬천천, 쉬자치, 쉬쯔쉬안, 자오자민, 장위거
- 팀SII / 팀X: 우저한

### 키스 진행식
(센터: 이자아이)
- 팀NII: 천자잉, 천원옌, 둥옌윈, 펑신둬, 궁스치, 황팅팅, 허샤오위, 쥐징이, 뤄란, 린쓰이, 루팅, 리이퉁, 멍웨, 탕안치, 완리나, 이자아이, 자오웨, 쩡옌펀, 장위신

### 시력 가속도
(센터: 천이신, 장신)
- 팀HII: 천이신, 하오완칭, 리더우더우, 류중란, 린난, 류페이신, 리칭양, 왕바이숴, 왕루, 우옌원, 셰니, 쉬한, 쉬이런, 쉬양위줘, 양후이팅, 장신

### 청순 필로소피
(센터: 양윈위)
- 팀X: 천린, 펑샤오페이, 리징, 리자오, 쑨징이, 사오쉐충, 쑹신란, 쑨신원, 왕자링, 왕수, 왕샤오자, 셰톈이, 양빙이, 옌밍쥔, 양윈위, 장단싼